# 6748 Bratton
6748 Bratton este un asteroid din centura principală de asteroizi.

## Descriere
6748 Bratton este un asteroid din centura principală de asteroizi. A fost descoperit pe 20 octombrie 1995 la Kitt Peak National Observatory în cadrul proiectului Spacewatch. El prezintă o orbită caracterizată de o semiaxă mare de 2,47 ua, o excentricitate de 0,16 și o înclinație de 4,1° în raport cu ecliptica.